# 員林舊鐵道散步空間
員林舊鐵道散步空間是員林鐵路高架化後，地面上的鐵軌走入歷史變成了道路，但政府為了重現風光，並將以前鐵軌的位置綠化為自行車道而成的空間。

## 路線
此自行車道起點位於員林鐵路穀倉，並沿著高架化的鐵道直行至龍燈公園，在龍燈公園內，僅有保留250公尺的舊鐵道，並新建一座「假」月台，月台上的站牌從員林舊站搬遷至此。從龍燈公園繼續直行至龍燈夜市附近是此自行車道的終點。

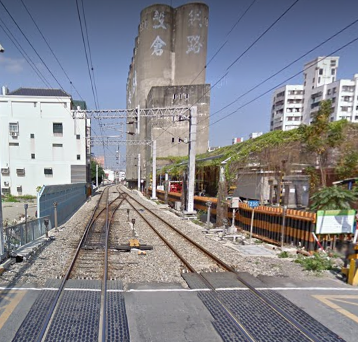
「使用中」的員林舊鐵道散步空間
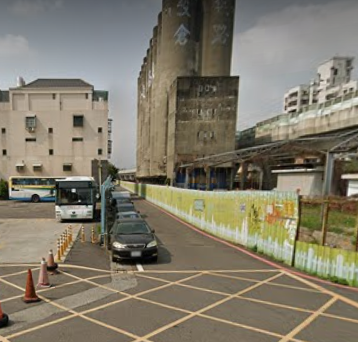
「整修中」的員林舊鐵道散步空間
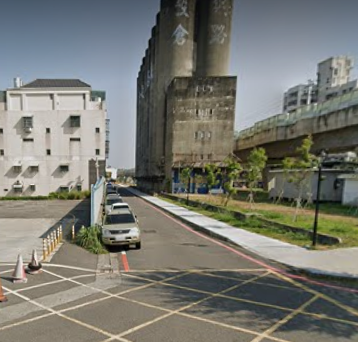
「以開放」的員林舊鐵道散步空間
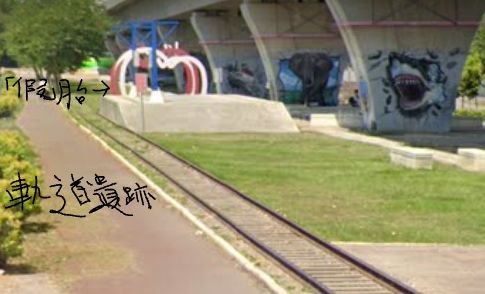
「假」月台、站牌和鐵軌遺跡